# Namea nebulosa
Namea nebulosa is een spinnensoort in de taxonomische indeling van de bruine klapdeurspinnen (Nemesiidae).
Namea nebulosa werd in 1984 beschreven door Raven.